# Anomalonyx
Anomalonyx es un género de coleóptero de la familia Chrysomelidae.

## Especies
Las especies de este género son:
- Anomalonyx bifasciatus Laboissiere, 1931
- Anomalonyx concolor Weise, 1903